# Parasarcophaga amplicercus
Parasarcophaga amplicercus är en tvåvingeart som beskrevs av Shinonaga och Tumrasvin 1979. Parasarcophaga amplicercus ingår i släktet Parasarcophaga och familjen köttflugor.
Artens utbredningsområde är Thailand. Inga underarter finns listade i Catalogue of Life.